# 易卜拉欣風電項目
易卜拉欣風電項目是位於哈萨克斯坦库斯塔奈州库斯塔奈的風力發電廠，設備由中華人民共和國相關企業製造，哈薩克斯坦方面施工。该项目共涉及安装16台远景能源生產的3.2MW风力发电机组，总装机容量50MW，每年发电量可达1.8亿度。項目于2019年9月開工建設，2021年8月17日首批风力发电机并网发电。項目名稱來自於易卜拉欣·阿尔丁萨林。